# Giannis Skarimpas
Giannis Skarimpas (28 de setembro de 1893 — 21 de janeiro de 1984) foi um escritor grego.